# Acalolepta romblonica
Acalolepta romblonica es una especie de escarabajo longicornio del género Acalolepta, tribu Monochamini, subfamilia Lamiinae. Fue descrita científicamente por Hüdepohl en 1992.
Se distribuye por Filipinas. Mide aproximadamente 19 milímetros de longitud. El período de vuelo de esta especie ocurre en el mes de agosto.